# Haplopogon parkeri
Haplopogon parkeri là một loài ruồi trong họ Asilidae. Haplopogon parkeri được Wilcox miêu tả năm 1966. Loài này phân bố ở vùng Tân Bắc giới.